# Sotto coperta con il capitano
Sotto coperta con il capitano (The Captain's Table) è un film del 1959 diretto da Jack Lee.

## Trama
Il capitano Ebbs, dopo essere stato alla guida di navi mercantili, viene nominato capitano della lussuosa Queen Adelaide, una nave da crociera. Ebbs sa bene di essere sotto esame, perché soltanto alla fine del suo viaggio gli verrà confermato o revocato l'incarico. Per questo cerca di fare del suo meglio per essere all'altezza del compito che gli è stato affidato ma, essendo totalmente impreparato alla vita di una nave passeggeri, si trova spesso di fronte a situazioni impreviste e soprattutto alle avances delle passeggere in cerca di avventure. Alla fine del viaggio una ricca e avvenente vedova si innamora di lui e riesce a farsi sposare.